# Ивашев, Пётр Никифорович
Пётр Ники́форович Ива́шев (1767—1838) — русский военный инженер, генерал-майор, участник двух войн — Русско-турецкой и Отечественной 1812 года, а также заграничных походов 1813—1814 гг.

## Биография
Происходил из дворян Арского уезда Казанской губернии. В 1775 году, в 8-летнем возрасте, был зачислен фурьером в Преображенский лейб-гвардии полк. Действительную военную службу в этом полку начал в звании сержанта 2 декабря 1785 года; 1 января 1787 года был произведён в прапорщики, но уже 2 марта того же года был переведён в Полтавский легкоконный полк в звании ротмистра.

Звание секунд-майора получил за храбрость, проявленную при штурме Очакова, звание премьер-майора — за отличие при штурме Измаила, после чего продолжил службу в Фанагорийском гренадёрском полку. С 1789 по 1795 год занимал должность квартирмейстера при штабе Александра Васильевича Суворова. В 1794 году участвовал в войне с Речью Посполитой, за штурм Праги получил 26 октября 1794 года орден Святого Георгия 4-го класса 
за отличную храбрость, оказанную 6 и 8 сентября при Купчице и Бресте, где он, сверх многих трудов по должности обер-квартирмейстера, был отряжен при д. Добрыне с командою и нанес неприятелю поражение.
1 января 1795 года возведён в звание полковника, получив также должность командира Таврического конноегерского полка. Генерал-майор с 7 марта 1798 года, взяв шефство над Таганрогским драгунским полком.
30 ноября 1798 года из-за ранений, полученных ещё во время штурмов Измаила и Праги, здоровье П. Н. Ивашева ухудшилось, по причине чего он вынужден был выйти в отставку. В январе 1807 года руководил сбором земского войска на территории Вятской губернии, возглавив его по окончании формирования. 4 июня 1811 года был вновь зачислен на действительную службу в Корпус инженеров путей сообщения и водяных коммуникаций, возглавив 7-й округ Главного управления путей сообщения (Эстляндская, Курляндская, Лифляндская, Виленская, Минская, Могилёвская, Смоленская и Псковская губернии — театр будущих военных действий). Возглавлял строительные работы по устройству водного пути от озера Себеж, руководил также работами по реконструкции Рижской и возведению Динабургской крепостей.

Могила П. Н. Ивашева

30 июня 1812 года получил должность начальника военных сообщений при штабе 1-й Западной армии. Затем руководил устройством переправ и наплавных мостов на путях отступления армии и строительством полевых укреплений на позициях под Витебском и Смоленском, под деревней Лубино, позже на Бородинском поле, под Тарутином, Малоярославцем, а также под Красным и на Березине.
В 1813 году руководил возведением мостов через Вислу и Одер и укреплений на позициях под Лютценом, Бауценом и Дрезденом. Принимал участие в осаде Магдебурга, в 1814 году участвовал во взятии Гамбурга.
11 декабря 1815 года вновь состоял на службе в Корпусе инженеров путей сообщения, получив назначение на должность начальника III округа путей сообщения и водяных коммуникаций; на этом посту руководил реконструкцией Вышневолоцких шлюзов. 28 февраля 1817 года оставил службу, выйдя в отставку.
Более года — с января 1826 по февраль 1827 г. — Пётр Никифорович безвыездно проживал в Петербурге, пытаясь смягчить участь сына Василия — участника восстания декабристов, этому же были посвящены и последние годы жизни отца. Умер он 21 ноября 1838 года скоропостижно, в одиночестве, жена скончалась годом раньше, сын находился в Сибири на поселении в Туринске после каторги, дочери — в заграничных поездках. Крестьяне до самого Симбирска — 40 вёрст — на руках несли гроб с телом своего милосердного, умного барина. Похоронили генерала Ивашева на кладбище Покровского монастыря г. Симбирска, рядом с женой.

## Награды
- Орден Святого Георгия 4-й степени (26 октября 1794)[3]
- Орден Святой Анны 1-й степени (26 августа 1812)[4]
- Орден Святого Владимира 3-й степени (3 июня 1813)[5]
- Орден Красного орла 2-го класса (1813, королевство Пруссия)[6]

## Семья
В 1796 г. женился на графине Вере Александровне Толстой (ум. 23 мая 1837), дочери симбирского губернатора А. В. Толстого, получив за ней ряд земель, в том числе село Ундоры, где проживал в 1798—1810 гг. и с 1817 г. до своей смерти, последовавшей там же. С помощью специалистов Казанского университета изучил целебные свойства местных минеральных вод, организовал водолечебницу. Построил школу для крестьянских детей, стекольный и мукомольный заводы, изобрел жатку. Избран почётным членом Лейпцигского экономического общества. Один из инициаторов создания в Симбирске памятника Н. М. Карамзину.
В семье Ивашевых было четыре дочери и два сына:
- Василий Петрович (1797—1840) — декабрист, муж Камиллы Ле Дантю; дочь — Мария Васильевна Трубникова.

- Алексей Петрович (17.08.1800[7]— ?).

- Елизавета Петровна (1805—1848) — жена Петра Михайловича Языкова.

- Екатерина Петровна (1811—1855) — жена князя Юрия Сергеевича Хованского, сына князя Сергея Николаевича Хованского.
- Мария Петровна (1815—1862) — жена Людвига Викторовича Дроздовского[8].
- Александра Петровна (1818—1888)[9] — жена Александра Ивановича Ермолова, племянника генерала Алексея Петровича Ермолова[10].

- Правнук — Василий Петрович Ивашев (1879—1950), инженер путей сообщения, начальник 6-го участка Управления строительства дороги Петрозаводск — Романов-на-Мурмане. Известен первым в мире осуществлённым проектом фильтрующей дамбы через Кандалакшский залив[11].

В доме Ивашевых часто гостили их родственники и свойственники — бывший сослуживец Петра Никифоровича генерал И. И. Завалишин, второй женой которого была Надежда Львовна Толстая (1774—1854), двоюродная сестра Веры Александровны Ивашевой (урожд. Толстой), и члены их семьи.